# アームストロングの混合物
アームストロングの混合物(アームストロングのこんごうぶつ、Armstrong's mixture)は、非常に敏感な一次爆薬である。
その主成分は赤リンと塩素酸カリウムや過塩素酸カリウムなどの強力な酸化剤で構成されている。硫黄はリンの一部またはすべての代替物として用いられることがあり、感度をわずかに低下させるがコストを削減する効果がある。炭酸カルシウムが少量加えられる事もある。
商業的には、おもちゃのキャップガンやパーティーポッパー（日本でいうクラッカー）の紙キャップにミリグラム単位の量で使用されている。
これを即席で作るにはマッチの頭薬を微粉末に粉砕して側面(赤リン)の微粉末と混合することで可能となる。
また、アームストロングの混合物に炭化ホウ素を添加した組成物は、銃に使用されるプライマーに適しているとされ、第二次世界大戦中に使用された。

## 安全性
衝撃、摩擦、炎に敏感なため、アームストロングの混合物は非常に危険な爆発性組成物である。手持ち花火1品あたり約10mgしか使用されていない。組成、条件、量によっては、アームストロングの混合物は密閉された空間で激しく爆発する可能性がある 。
摩擦に非常に敏感であるため、乾燥した塩素酸カリウムと赤リンを混合すると爆発を引き起こす可能性がある。そのため、これらの成分は通常水と混ぜたスラリーの状態で最終製品に形成された後(たとえば、「ペーパーキャップ」の場合は紙に一滴たらした後)に乾燥させる。また、感度を下げるために油脂を追加することもある。
アームストロングの混合物は簡単に作ることができるが、赤リンが空気中の酸素によって酸化され易く極めて発火しやすいため危険である。そのため、自家製の銃のプライマーやテロリストによる即席爆発装置を除いて軍事用途にはほとんど価値がない。